# Love Is Dead (álbum de Chvrches)
Love is Dead es el tercer álbum de estudio de la banda escocesa de synthpop Chvrches. Publicado el 25 de mayo de 2018 por la discográfica Glassnote Records, contiene un total de trece pistas en su edición estándar.
El álbum fue coproducido por Greg Kurstin, siendo el primer disco de la banda no producido de manera independiente, contando además con la colaboración de David A. Stewart de Eurythmics y Matt Berninger de la banda estadounidense The National. El primer sencillo desprendido del álbum fue
«Get Out», lanzado 31 de enero del mismo año. Aparte de dicha canción, se extrajeron tres sencillos más: «My Enemy», «Never Say Die» y «Miracle».

## Producción
Dos años después del lanzamiento de su álbum debut The Bones of What You Believe, enormemente aclamado por la crítica, Chvrches publicó en septiembre de 2015 su segundo disco Every Open Eye, incluyendo los sencillos «Leave a Trace», «Clearest Blue», «Never Ending Circles» o «Empty Threat», entre muchos otros. Al año siguiente lanzarían la canción «Warning Call» para el videojuego Mirror's Edge Catalyst, coescrita junto a Solar Fields, y publicarían una nueva versión de la canción «Bury It» con la colaboración de Hayley Williams, vocalista de Paramore.
La banda comenzó a trabajar en Love Is Dead el 7 de febrero de 2017, en Los Ángeles. David A. Stewart, integrante del dúo musical británico Eurythmics, reveló que estaba en el estudio con la banda el 24 de febrero. Greg Kurstin fue confirmado como productor del álbum el 12 de diciembre, cuando trabajo estaba a punto de concluir. Según un artículo de The Independent, la banda optó por temas mucho más universales en lugar de la introspección de los dos álbumes anteriores.
En una entrevista para Entertainment Weekly, la banda describió su trabajo con Kurstin como "la cosa más pop que hemos hecho y al mismo tiempo la más agresiva y vulnerable". En el estreno de la canción «Get Out» en el programa de la BBC Radio 1 de Annie Mac, Lauren Mayberry dijo que el álbum tendrá un enfoque mucho más "honesto": 

Después de [‘Every Open Eye’], volvimos a un pequeño estudio –esta vez en Nueva York–, pero todavía queríamos tener un poco más de tiempo para decidir hacia dónde queríamos ir y qué queríamos hacer. Decidimos que esta vez queríamos trabajar con un productor. Creo que fue positivo para nosotros vernos empujados a hacer cosas de manera diferente y asumir riesgos. Si va a ser más pop, debería ser un pop más agresivo – no hay porqué hacer las cosas a medias. Fue agradable no reinventarnos. [‘Love is Dead’] Sigue siendo coherente con lo que hemos hecho antes, pero parece que será mucho más que una experiencia en vivo.

A principios de 2018, Martin Doherty anunció que la banda lanzaría el álbum dentro ese mismo año. En enero, Lauren Mayberry "accidentalmente" reveló el título del álbum en una entrevista, que fue eliminada poco después. El 26 de febrero, la banda reveló la lista de las trece pistas del álbum a través de Twitter.

## Lanzamiento y promoción
El sencillo principal del álbum, «Get Out», se estrenó en BBC Radio 1 el 31 de enero de 2018, donde Annie Mac lo incluyó en la sección The Hottest Record in the World. «My Enemy», la segunda canción extraída del álbum, cuenta con la colaboración del cantante estadounidense Matt Berninger, estrenándose a través de la emisora Beats 1 el 28 de febrero, dos días después de revelarse la lista de canciones del álbum. El tercer sencillo del álbum fue «Never Say Die», lanzado el 29 de marzo.  Días después se publicaría el cuarto tema del disco, titulado «Miracle», puesto en libertad el 10 de abril y contando además con un video musical publicado el 24 de abril en el canal de la banda en YouTube. Es además la única canción grabada íntegramente en el Reino Unido.

## Lista de canciones
| Love is Dead |                                   |          |  |
| N.º          | Título                            | Duración |  |
| 1.           | «Graffiti»                        | 3:38     |  |
| 2.           | «Get Out»                         | 3:51     |  |
| 3.           | «Deliverance»                     | 4:12     |  |
| 4.           | «My Enemy» (feat. Matt Berninger) | 3:53     |  |
| 5.           | «Forever»                         | 3:44     |  |
| 6.           | «Never Say Die»                   | 4:23     |  |
| 7.           | «Miracle»                         | 3:08     |  |
| 8.           | «Graves»                          | 4:43     |  |
| 9.           | «Heaven/Hell»                     | 5:05     |  |
| 10.          | «God's Plan»                      | 3:31     |  |
| 11.          | «Really Gone»                     | 3:11     |  |
| 12.          | «II»                              | 1:09     |  |
| 13.          | «Wonderland»                      | 4:35     |  |
| 49:03        |                                   |          |  |